# وانج جونجوو
وانچ چونچوو أو وانغ جونجوو،  CBE ( (بالصينية المبسطة: 王赓武؛ بالصينية التقليدية: 王賡武؛ البينيين: Wáng Gēngwǔ) (من مواليد 9 أكتوبر 1930م)  هو مؤرخ أسترالي وعالم صيني وكاتب متخصص في تاريخ الصين وجنوب شرق آسيا.  درس وكتب عن الشتات الصيني ، ولكنه اعترض على استخدام كلمة الشتات لوصف هجرة الصينيين من الصين لأنها تعني ضمناً أن جميع الصينيين في الخارج هم نفس الشيء، كما تم استخدامها لتخليد المخاوف من «التهديد الصيني»، خوفًا من الحكومة الصينية.  صاغ مفهوم تيانشيا الصيني ("كل شيء تحت السماء")، وكان أول من اقترح تطبيقه على العالم المعاصر باعتباره تيانشيا أمريكيا. 
وُلِد وانچ چونچوو،  عام 1930م في مدينة سورابايا ، في إندونيسيا (وقتها: جزر الهند الشرقية الهولندية) لوالدين صينيين عرقيين متعلمين تعليماً جيداً من جيانچسو وتشجيانچ :  كان والده وانچ فو وين  ، باحثًا في الكلاسيكيات الصينية ، وكانت والدته دينچ يان. انتقل الزوجان حتى يتمكن والده من تولي منصب مدير مدرسة هواكياو الثانوية، وهي أول مدرسة ثانوية صينية في سورابايا. مكثوا هناك لمدة عامين، وانتقلوا عندما كان وانچ الصغير يبلغ من العمر عامًا واحدًا إلى مدينة إيبوه ، مالايا البريطانية ، حيث أصبح والده مفتشًا مساعدًا للمدارس الصينية. 
أكمل وانچ تعليمه الثانوي في مدرسة أندرسون ، وهي مدرسة تدرس باللغة الإنجليزية في إيبوه، وتعلم الكلاسيكيات الصينية والتاريخ في المنزل من والده. 
مع نهاية الاحتلال الياباني لمالايا عام ١٩٤٦م، عادت العائلة إلى الصين. التحق وانچ بالجامعة الوطنية المركزية في نانجينچ ، لكنه لم يُكمل دراسته هناك بعد عودة والديه إلى إيبوه في مارس ١٩٤٨م، إذ لحق به والده ووانچ لاحقًا في ذلك العام بسبب الفوضى السياسية في الصين. 
منذ أكتوبر 1949م درس التاريخ في جامعة مالايا (حرم سنغافورة ) التي افتتحت حديثًا  ، حيث حصل على درجة البكالوريوس (1953م) والماجستير (1955م)، وتخصص في التاريخ.  كان عضوًا مؤسسًا في نادي الاشتراكيين الجامعي ورئيسه المؤسس في عام 1953م.  كان أيضًا محررًا لصحيفة الطلاب ورئيسًا لاتحاد الطلاب، ونشر مجموعة من شعره خلال هذا الوقت. 
استخدم منحة المجلس الثقافي البريطاني للدراسة في كلية الدراسات الشرقية والأفريقية بجامعة لندن ، وحصل على درجة الدكتوراه (1957م) عن أطروحته «بنية السلطة في شمال الصين خلال السلالات الخمس»، تحت إشراف دينيس سي تويتشيت ،  والتي نُشرت ككتاب في عام 1963م. 

## حياة مهنية

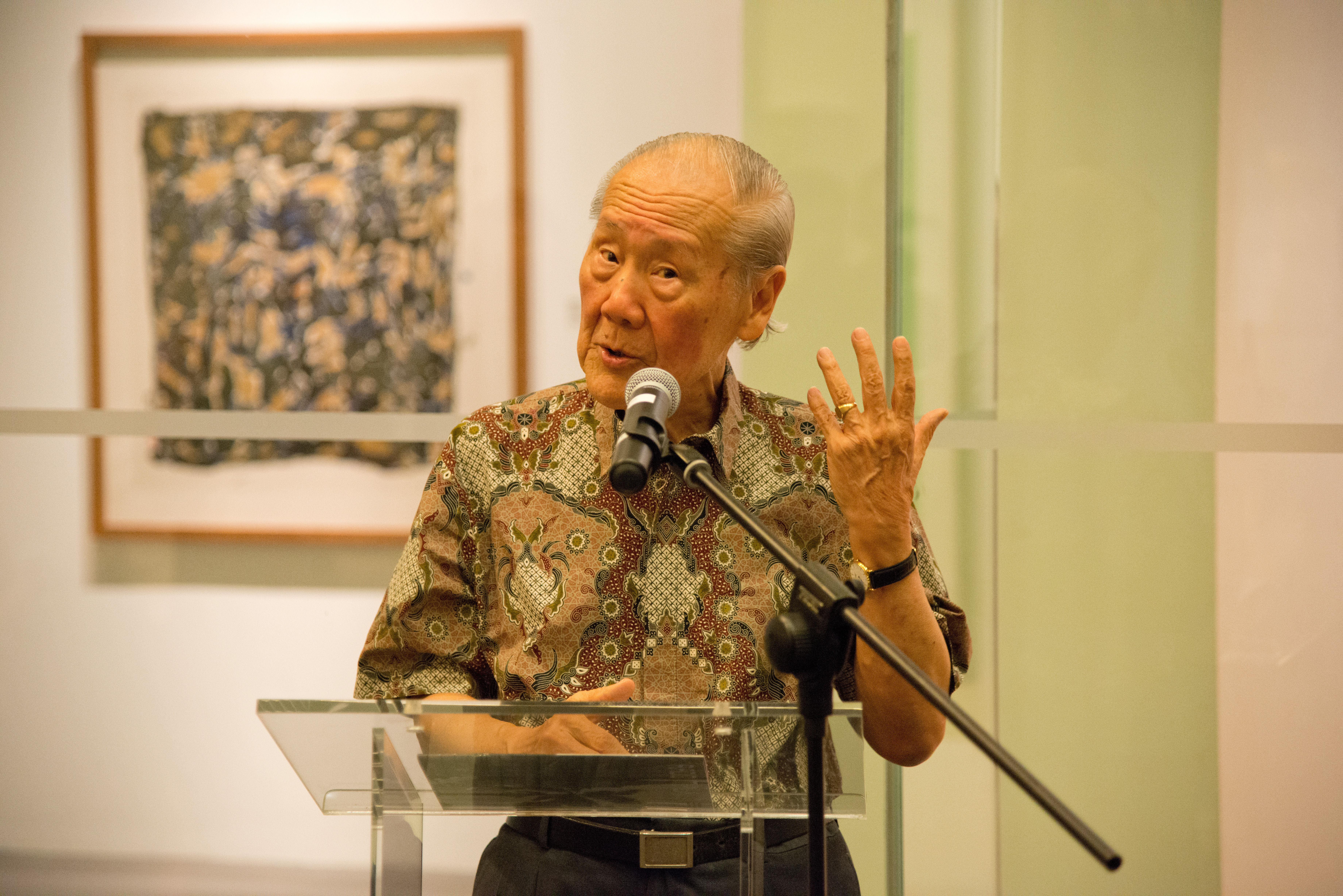
وانچ چونچوو يلقي محاضرة في فعالية (إذاعة مالايا: محادثات مختصرة حول الفن) في عام 2017م.